# Бали ефенди
Бали ефенди Софялъ (на арабски: صوفيآلى بآلافانضى; на турски: Sofyalı Bâlî Efendi, в превод Бали ефенди Софиянец) е османски шейх, светец от сектата на байрамитите.
Евлия Челеби пояснява, че той е имал 70 хиляди последователи, а „неговото учение от София се разпространило като слънчева светлина“. Евлия Челеби посочва и годината на смъртта на Бали Ефенди – 958 г. по Хиджра (1551), която била включена в надпис над главната врата на тюрбето му. Според Евлия Челеби той е наричан „Софиянеца Бали ефенди“ и е имал ученици в Самоков (шейх Шакир Ефенди), в Дойран (шейх Мехмед Дойрани) и в Струмица (имам Азис Ефенди). Освен това Евлия Челеби изтъква, че едно от седемте текета в крепостта Щип е било на Бали ефенди, както и че един от управителите на същата крепост е бил неговият син – Мустафа Ефенди, който е имал и дворец в София.

## Биография
От житието на Бали Ефенди, което е от XIX в., научаваме, че той е роден в Струмица и когато пораснал, се заселил в София, където получил образование. В самото начало на житието се изтъква, че Бали Ефенди е бил един от халифите (последователите, учениците) на халветийския шейх Касъм Челеби и е имал познания за езотеричното и екзотеричното. Споменава се също, че Бали Ефенди получил видение, според което бил помолен от известния философ и мистик Ибн ал-Араби (1165-1240) да направи коментар на съчинението му „Fusus al-Hikam“. В житието се споменава, че Бали Ефенди е участвал в походите на султан Сюлейман Гази. Тук се изтъква, че Бали Ефенди е починал през 960 г. по Хиджра през месец сафер в деня джумаа в село Салахие, т. е. на 10 февруари – ден петък, през 1553 г. в селото, което след смъртта му е приело неговото име. След Освобождението на България от османско владичество (1878 г.) селото е наречено Медено село, а през 1881 г. в чест на княз Александър Батенберг то е преименувано на „Княжево“ – днес квартал на София.
Кореспонденцията на Бали Ефенди е третият важен източник, който хвърля светлина предимно върху неговите възгледи. Става дума за писмата му до султан Сюлейман I и до Великия везир Рустем паша (Clayer 1994: 75–78). В две писма до султана той иска съдействие за узаконяване на вакфирането на пари, като в едно от тях Бали Ефенди обвинява противниците на това му предложение в еретизъм и ги нарича къзълбаши. Общ сюжет имат и две писма на Бали Ефенди до Великия везир. В тях той апелира за незабавна и безкомпромисна борба срещу еретиците (къзълбашите) в шериата, които не са възприели и не разпространяват идеологията на управляващите в Империята, т. е. на сунизма.
Най-много сведения с легендарен характер за него съдържа също пътеписът на Евлия Челеби. В описанието на местностите „Балиефендиева баня“, „Балиефендиево бранище“, „Балиефендиева скала“, „Султан Сюлейманова пейка“ (намиращи се днес в землището на Княжево) Евлия Челеби очевидно се е опирал върху популярни разкази за Бали Ефенди, известни сред местното или сред софийското население. Езическият характер на посочените от Евлия Челеби фолклорни материали представят по необичаен начин един правоверен мюсюлманин, какъвто е бил и Бали Ефенди. Много интересно е и преданието за Бали Ефенди и селището „Бали ефендия“, където се намира гробът му, записано в Софийско в края на ХIХ в. от Д. Стойнов и публикувано през 1891 г. в Сборника за народни умотворения и народопис . Това предание е препечатвано многократно в популярни книги за историята на София и околностите ѝ. Макар и значително трансформирано, то се среща и днес сред княжевци и софиянци.
На живота и дейността на Бали Ефенди са посветени няколко изследвания. В една статия на О. Кескиоглу Бали Ефенди е наречен Бали баба и се посочва за автор на 7–8 съчинения, най-важното между които е коментарът му върху съчинението „Fusus al-Hikam“ на Ибн ал-Араби. Според автора Бали баба е бил дълбоко в сърцето си мистик (tasavvuf), основал е завийе и е засадил със собствените си ръце голяма гора, която съществува и днес. Статията съдържа някои данни, които не съответстват на данните в житието на Бали Ефенди. Например неточно е преизчислена годината на смъртта му. За О. Кескиоглу тя е 1552 г. .
В изследването на Н. Клейер „Мистици, държава и общество. Халветите в балканска среда от края на ХV в. до наши дни“ на Бали Ефенди са посветени около 12 страници, в които животът и дейността му са разгледани за първи път обстойно и цялостно въз основа на почти всички известни източници. Най-важната констатация на авторката е, че той принадлежи към източнорумелийското разклонение на халветиите и се е посветил на халветийския орден в края на 20-те години на ХVI в. в Истанбул. Този извод се прави въз основа на факта, че Бали Ефенди е бил ученик (халифе) на халветийския шейх Касъм Челеби, който е управлявал завийето на Атик Али паша в Истанбул и умрял в края на управлението на Селим I (1512–1520) (Clayer 1994: 70–86). Определената от Н. Клейер принадлежност на Бали Ефенди към халветийския орден е много съществена корекция на заявената му от Евлия Челеби принадлежност към сектата на байрамитите. Освен това анализирайки писмата му, Н. Клейер заключава, че през първата половина на XVI в. Бали Ефенди е бил вероятно първият източнорумелийски шейх, който съвместно с цивилните и военните власти е водел борба срещу всички, които са били възприемани за еретици .
На Бали Ефенди са посветени и две великолепни статии на М. Калицин и Кр. Мутафова, в които авторките представят и коментират някои слабо известни, както и нови факти (Kalicin, Moutafova 1995; Калицин, Мутафова 1998). В една от тези статии авторките предоставят и превод на житието на Бали Ефенди – един много важен, макар и късен документ .

## Бали ефенди тюрбе
Първото и най-подробно сведение за гробницата на Бали Ефенди дава Евлия Челеби. От това сведение може да се направят следните по-важни изводи. Първо, че Бали Ефенди е бил собственик на Княжевското бранище, където е и погребан. Второ, че върху гроба на Бали Ефенди е имало масивна четиристенна гробница с повече от една врата и с високо кубе, която е била издигната заедно с дервишко текке от султан Селим II. Трето, че Бали Ефенди умира през 958 г. .
В житието на Бали Ефенди няма данни за гробница. Тук се споменава само за лечебната функция на гроба му. Във връзка с това е посочено следното: „Докарват немощни и болни, които допират лице до свещения гроб и се молят за здраве“ .
След Освобождението на мястото на джамията се построява църквата „Св. Пророк Илия“. На Илинден през 1888 г. е положен основният ѝ камък, а на Илинден през 1893 г. тя е осветена. Важно е да се подчертае, че тази църква е построена на вакъфски имот. В границите на този имот се намира и един оброчен каменен кръст, посветен на св. Георги.
Запазената до наши дни гробница е четиристенна. Тя има слабо изразена правоъгълна форма с размери 7.60 х 6.20 м, врата на северозападната стена, по един прозорец на североизточната и югозападната стена и четирискатен керемиден покрив. Стените са зидани с камъни и хоросан и са високи от нивото на терена около 3.15 м. Сградата е измазана двустранно и до последния ѝ ремонт е боядисана с жълта боя.
Гробът на Бали Ефенди се намира в средата на сградата и е разположен от североизток на югозапад, където е поставен и надгробният знак за главата. Всъщност този знак се намира точно зад югозападния прозорец, при който всички поклонници години наред засвидетелстват посещението си, тъй като самата гробница не е отваряна също много години.
През 1992 и 1994 г. тюрбето на Бали Ефенди претърпя два големи пожара със значителни щети. Непосредствено след втория пожар реставраторите намират в тюрбето един бастун, инкрустиран със сребърен филигран, няколко медни свещника, пренесени вероятно от църквата и четири текста с арабска графика, поставени в рамки със стъкла. Намерени са и два мраморни камъка. Единият е украсен на лицевата страна с две изображения – на кипарис и на кръг с вписан шестоъгълник. Другият камък има трапецовидно сечение и представлява отломък от надгробен паметник. Върху по-широката му плоскост има надпис на османотурски, съдържанието на който дава основание да се смята, че отломъкът е от надгробния паметник на Бали Ефенди.

## Творчество
На живота и дейността на Бали Ефенди са посветени няколко изследвания. В една статия на О. Кескиоглу Бали Ефенди е наречен Бали баба и се посочва за автор на 7–8 съчинения, най-важното между които е коментарът му върху съчинението „Fusus al-Hikam“ на Ибн ал-Араби. Според автора Бали баба е бил дълбоко в сърцето си мистик (tasavvuf), основал е завийе и е засадил със собствените си ръце голяма гора, която съществува и днес. Статията съдържа някои данни, които не съответстват на данните в житието на Бали Ефенди. Например неточно е преизчислена годината на смъртта му. За О. Кескиоглу тя е 1552 г. .
В изследването на Н. Клейер „Мистици, държава и общество. Халветите в балканска среда от края на ХV в. до наши дни“ на Бали Ефенди са посветени около 12 страници, в които животът и дейността му са разгледани за първи път обстойно и цялостно въз основа на почти всички известни източници. Най-важната констатация на авторката е, че той принадлежи към източнорумелийското разклонение на халветиите и се е посветил на халветийския орден в края на 20-те години на ХVI в. в Истанбул. Този извод се прави въз основа на факта, че Бали Ефенди е бил ученик (халифе) на халветийския шейх Касъм Челеби, който е управлявал завийето на Атик Али паша в Истанбул и умрял в края на управлението на Селим I (1512–1520) (Clayer 1994: 70–86). Определената от Н. Клейер принадлежност на Бали Ефенди към халветийския орден е много съществена корекция на заявената му от Евлия Челеби принадлежност към сектата на байрамитите. Освен това анализирайки писмата му, Н. Клейер заключава, че през първата половина на XVI в. Бали Ефенди е бил вероятно първият източнорумелийски шейх, който съвместно с цивилните и военните власти е водел борба срещу всички, които са били възприемани за еретици .